# تامپلگا
تامپلگا شهری در شهرستان تیکاره در استان بام در بورکینافاسوی شمالی است و جمعیت آن ۲۵۴ نفر است.